# 瑪麗蓮·夢露之死
瑪麗蓮·夢露之死（英語：Death of Marilyn Monroe）。瑪麗蓮·夢露於1962年8月5日被發現死在位於加利福尼亞州洛杉磯的住所，終年36歲，被洛杉磯驗屍官裁定為“急性巴比妥中毒”，被列為“可能自殺”。許多警探，包括洛杉磯警察局到達死亡現場第一名警官傑克·克萊蒙斯:212認為她是被謀殺的。美國司法部門並未對任何人提出任何謀殺罪指控。夢露之死成為具爭議的著名陰謀論之一:157。

## 死亡發現及報案過程
1962年8月5日上午4點25分，洛杉磯警察局警官傑克·克萊蒙斯接到由夢露的心理醫生拉爾夫·格林森博士打來的電話，報案說夢露死於其洛杉磯的住所。後續的驗屍報告中指出，她體內有8毫克的水合氯醛及4.5毫克的戊巴比妥，因此驗屍官托馬斯·野口將死因定為“急性巴比妥中毒”，起因“有可能是自殺”。
關於其死亡的情境及時序，有許多廣為流傳不同的解釋，包括謀殺。一些陰謀論認為約翰·甘迺迪和羅伯特·弗朗西斯·甘迺迪有涉入，另外一些陰謀論則認為涉及美國中情局或黑手黨。

## 安葬

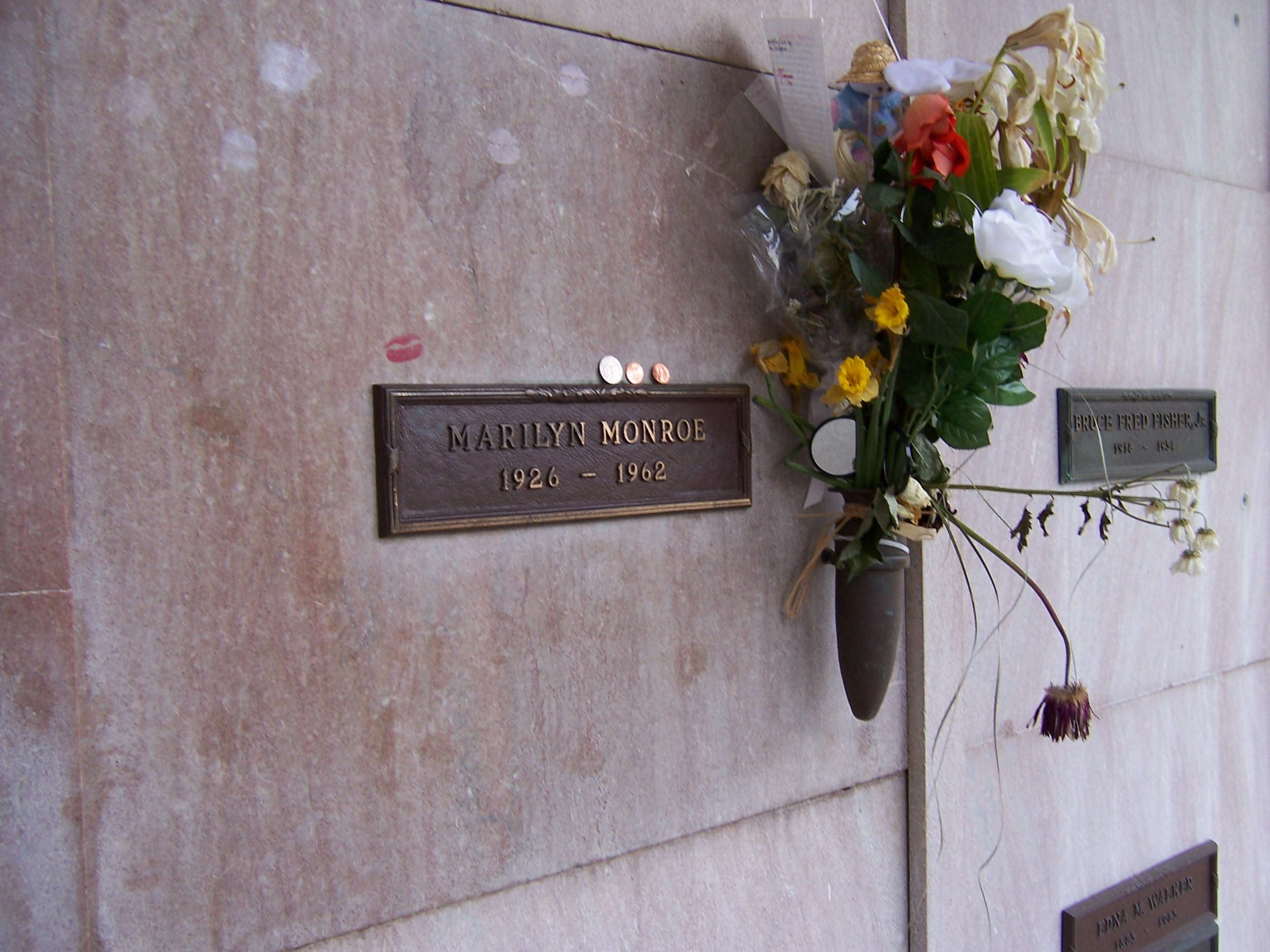
瑪麗蓮·夢露的墓穴

1962年8月8日，夢露被埋葬在洛杉磯西木村紀念公園墓地记忆走廊第24号。由李·斯特拉斯伯格發表悼詞。由迪馬喬安排的葬禮只有31位的親友參加。

## 大眾文化
- 《美國眾神》：2017年美國奇幻電視劇中，吉蓮·安德森飾演一位科技女神，經常化身為瑪麗蓮的樣子出現，並短暫提到當年她與甘迺迪家族的恩怨情仇及謀殺陰謀論。